# Завішин (Мазовецьке воєводство)
Завішин (пол. Zawiszyn) — село в Польщі, у гміні Ядув Воломінського повіту Мазовецького воєводства.
Населення — 508 осіб (2011).
У 1975-1998 роках село належало до Седлецького воєводства.

## Демографія
Демографічна структура станом на 31 березня 2011 року:
|          | Загалом | Допрацездатний вік | Працездатний вік | Постпрацездатний вік |
| -------- | ------- | ------------------ | ---------------- | -------------------- |
| Чоловіки | 255     | 53                 | 182              | 20                   |
| Жінки    | 253     | 45                 | 157              | 51                   |
| Разом    | 508     | 98                 | 339              | 71                   |